# Michele Petruzzelli
Michele Petruzzelli (Bari, 1º agosto 1961) è un abate italiano, dal 14 dicembre 2013 abate ordinario della Santissima Trinità di Cava de' Tirreni.

## Biografia
È nato a Bari, città capoluogo di provincia e sede arcivescovile, il 1º agosto 1961.

### Formazione e ministero sacerdotale
Dopo gli studi tecnici e una breve esperienza lavorativa, nel 1984 è entrato nel monastero benedettino di Santa Maria della Scala in Noci (Bari). Terminato il postulandato, ha iniziato il noviziato canonico il 13 ottobre 1986.
Il 21 novembre dell'anno seguente ha emesso la professione monastica semplice, mentre ha emesso la professione monastica solenne l'11 ottobre 1992 al termine degli studi teologici, svolti presso l'abbazia di Praglia. Ha frequentato poi il Pontificio Ateneo Sant'Anselmo di Roma dove ha conseguito dapprima il baccalaureato in teologia e successivamente la licenza in "Studi monastici".
Ritornato in monastero, è stato ordinato diacono il 5 agosto 1997 e poi presbitero, il 5 agosto 1998, nella solennità della Madonna della Scala.
In abbazia ha svolto per circa diciassette anni l'ufficio di celleraio (amministratore dei beni del monastero) e i compiti di curator domus (curatore della casa), di cerimoniere, di pro-priore e di vice maestro, sotto l'abate Guido Bianchi. In questi anni la sua attività di monaco e sacerdote è stata prevalentemente svolta in abbazia come confessore di turno ed offrendo disponibilità nella celebrazione della Santa Messa. Come apostolato esterno ha svolto la predicazione di corsi di esercizi spirituali, conferenze in corsi di aggiornamento per claustrali organizzati dall'abbazia.
Nel giugno del 2011 è stato nominato dall'abate Donato Ogliari maestro dei novizi e successivamente priore claustrale.

### Ministero abbaziale
Il 14 dicembre 2013 papa Francesco lo ha nominato abate ordinario dell'abbazia territoriale della Santissima Trinità di Cava de' Tirreni; è succeduto a Benedetto Maria Salvatore Chianetta, dimessosi tre anni prima. Durante la sede vacante la badia è stata retta dall'amministratore apostolico Giordano Rota e in seguito dall'amministratore ad nutum nella persona del priore claustrale Dom Leone Morinelli.
Dom Michele Petruzzelli è il primo monaco sublacense a diventare abate di un'abbazia ex cassinese, da quando, dal gennaio 2013, la Sede Apostolica ha approvato l'incorporazione della congregazione cassinese nella congregazione sublacense cassinese, ponendo fine ad una divisione consumatasi nel 1867 in nome della "primitiva osservanza" dall'abate Pietro Francesco Casaretto. La nomina del nuovo abate, approvata da papa Francesco su proposta della Congregazione per i vescovi e di quella per gli istituti di vita consacrata e le società di vita apostolica, ha rappresentato anche una deroga all'ordinaria elezione diretta da parte dei monaci, disciplinata dalla Regola benedettina, che, tuttavia, già prevedeva l'intervento del vescovo del luogo, qualora non ricorressero le giuste condizioni per un'elezione canonicamente valida dell'abate.
Il 26 gennaio 2014 ha ricevuto la benedizione abbaziale, nella cattedrale della Santissima Trinità, dal cardinale Crescenzio Sepe, arcivescovo metropolita di Napoli. Durante la stessa celebrazione ha preso possesso dell'abbazia territoriale, che, pur delimitata nella sua giurisdizione tra le mura del cenobio (intra saepta monasterii) e nell'ambito delle sue dirette pertinenze, ha conservato l'autonomia da ogni vescovo circonvicino ed è annoverata, a pieno titolo, tra le venticinque diocesi campane.